# Siqueira Campos (stacja metra)
Siqueira Campos – stacja początkowa metra w Rio de Janeiro, w dzielnicy Copacabana, na linii 1. Zlokalizowana jest pomiędzy stacjami Cantagalo i Cardeal Arcoverde. Została otwarta 21 grudnia 2002.